# الدوري الألماني الشرقي 1984–85
الدوري الألماني الشرقي 1984–85 هو الموسم 38 من الدوري الألماني الشرقي. أقيم خلال الفترة 18 أغسطس 1984 وحتى 1 يونيو 1985، وأشرف على تنظيمه الاتحاد الأوروبي لكرة القدم، وكان عدد الأندية المشاركة فيه 14، وفاز فيه دينامو برلين.